# Niles Eldredge
Niles Eldredge (Brooklyn, 25 agosto 1943) è un paleontologo statunitense, autore assieme a Stephen Jay Gould della teoria degli equilibri punteggiati.
È inoltre curatore del Department of Invertebrate dell'American Museum of Natural History.

## Biografia
Dopo aver studiato latino ed antropologia alla Columbia University si appassionò alla paleontologia ed iniziò un PhD della Columbia in collaborazione con l'American Museum of Natural History. Completò il dottorato nel 1969 e divenne nello stesso anno curatore del  Dipartimento degli invertebrati del museo, carica che ricopre tuttora. È inoltre divenuto professore aggiunto della City University of New York.
È uno specialista dei trilobiti, gruppo di artropodi marini vissuti nel Paleozoico.
Nel 1972, assieme a Stephen Jay Gould propose la teoria degli equilibri punteggiati: una teoria dell'evoluzione che pone l'accento sull'irregolarità del processo evolutivo. A lunghi periodi di stasi si alternano rapide mutazioni che originano nuove specie; lo studio dei fossili di cui si occupa è determinante nel formulare tale ipotesi, che cerca di spiegare il perché della stratificazione delle varie specie nei ritrovamenti, senza passaggi intermedi tra le une e le altre.
Eldredge sostiene una visione gerarchica dell'evoluzione (Eldredge, 1985), affermando che le "mutazioni genetiche" (primo livello) modificano la "variabilità degli individui" (secondo livello) sulla quale agisce la selezione naturale che porta ai caratteri più vantaggiosi a livello di "popolazione rispetto all'habitat" (terzo livello). Quindi avvengono tre momenti nel processo di selezione, la competizione tra geni, individui e popolazioni di una specie. Le popolazioni, varianti in base alle diversità degli habitat, generalmente si ricombinano e vengono ricomprese nella specie, ma in determinate condizioni (ad esempio un evento che modifica il territorio) possono disgiungersi andando incontro ad una speciazione che le rende incompatibili geneticamente.
Negli ultimi due decenni Eldredge ha sviluppato il proprio interesse per l'aspetto ecologico dell'evoluzione, l'importanza attribuita cioè alla relazione con l'ambiente e le radicali modificazioni di quest'ultimo, connettendolo con le preoccupazioni per quello che definisce un nuovo contemporaneo evento di estinzione di massa, causato dall'uomo.

## Opere
- N. Eldredge-Ian Tattersall, I miti dell'evoluzione umana, traduzione di B. Continenza, Collana Saggi, Torino, Bollati Boringhieri, 1984, ISBN 978-88-339-0098-8.
- Strutture del tempo, traduzione di G. Bocchi, Hopefulmonster, 1991, ISBN 978-88-775-7017-8.
- Ripensare Darwin. Il dibattito alla Tavola Alta dell'evoluzione, traduzione di Simonetta Frediani, Collana Biblioteca, Torino, Einaudi, 1999, ISBN 978-88-061-3379-5.
- La vita in bilico. Il pianeta terra sull'orlo dell'estinzione, traduzione di Giorgio P. Panini e Allegra Panini, Collana Grandi Tascabili, Torino, Einaudi, 2000, ISBN 978-88-061-5231-4.
- Le trame dell'evoluzione, traduzione di Silvio Ferraresi, a cura di Telmo Pievani, Collana Scienza e idee, Milano, Raffaello Cortina, 2002, ISBN 978-88-707-8749-8.
- Perché lo facciamo. Il gene egoista e il sesso, traduzione di Giorgio P. Panini e Allegra Panini, Collana Gli struzzi, Torino, Einaudi, 2005, ISBN 978-88-061-7208-4.
- Darwin. Alla scoperta dell'albero della vita, traduzione di S. Frediani, Genova, Codice, 2006, ISBN 978-88-757-8059-3.